# Oficjalni kochankowie
Oficjalni kochankowie – zwyczaj praktykowany w wielu kulturach świata, kochanek oficjalny (lub odpowiednio kochanka oficjalna) jest kochankiem kogoś, kto ma męża bądź żonę. Jest on akceptowany przez żonę bądź męża, a w szerszym zakresie przez społeczność lokalną lub w ogóle przez opinie społeczną i dominujące normy moralne.
W terminie oficjalnego kochanka nie mieści się więc kochanek jako główny i jedyny partner w danym czasie (czyli sytuacja, gdy para żyje razem bez zawierania małżeństwa). Termin ten wyraźnie wskazuje, że jest ktoś obok małżonka.

## Oficjalni kochankowie a małżeństwo
Obyczaj oficjalnego kochanka modyfikuje relację małżeńską w taki sposób, że prawa męża (lub odpowiednio żony) zostają w pewien sposób ograniczone, lecz wciąż są dość precyzyjnie określone i zabezpieczone. Jest miejsce dla kochanki (lub odpowiednio kochanka), ale role małżeńskie pozostają społecznie ważniejsze od ról kochanków; są przez te ostatnie tylko uzupełniane.
Podstawową funkcją pełnioną przez kochanka jest bycie w relacji intymno-seksualnej. Kochanek może pełnić również inne funkcje, w tym zbliżone do małżeńskich, lub może ich nie pełnić.
Jeśli w społeczeństwie występuje zwyczaj oficjalnego kochanka, to mąż kobiety, która ma takiego kochanka, nie będzie patrzył na siebie jako na zdradzanego, choć może być, mniej lub bardziej, zazdrosny (analogicznie przedstawia się sytuacja kobiety).

## Oficjalni kochankowie a kultura euroamerykańska
Zwyczaj oficjalnych kochanków jest niespotykany w powszechnej praktyce kultury europejskiej i amerykańskiej ani nie jest akceptowany przez główne jej ideologie. Zdarzały się i zdarzają w Europie przypadki oficjalnego życia z mężem i kochankiem lub żoną i kochanką, bądź połączenia obu aranżacji. Jednak poza wąskimi kręgami arystokratycznymi, artystycznymi, komunami i niektórymi sektami religijnymi nie miały one i nie mają miejsca zbyt często, a właściwie należą do skrajnych wyjątków.
W kulturze euroamerykańskiej nie ma też powszechnie przyjętego słowa na określenie tak rozumianego kochanka, gdyż termin kochanek zwykle w domyśle sugeruje, że chodzi o kochanka sekretnego lub społecznie nieusankcjonowanego a nie oficjalnego.

## Kochankowie półoficjalni
Kochankę (lub odpowiednio kochanka) będącego w takiej sytuacji, że mąż lub żona wie o nim (o niej) i nie akceptuje tego, ale i nie oponuje w stanowczy sposób nazywamy kochankiem (kochanką) półoficjalnym. Półoficjalność relacji miłosnej jest jej względnie stabilną odmianą. Oznacza to, że w danym społeczeństwie sprawy dotyczące kochanków są tak ułożone, że ani się posiadania kochanków nie afirmuje ani nie walczy z nim, ani się o tym publicznie nie rozpowiada ale i nie robi się z tego tajemnicy.

## Symetryczność i niesymetryczność układów kochankowskich
Układ kochankowski może być:
- symetryczny – mąż może mieć kochankę i żona może mieć kochanka,
- niesymetryczny męskostronny – tylko mąż może mieć kochankę, żona nie może mieć kochanka,
- niesymetryczny damskostronny – tylko żona może mieć kochanka, mąż nie może mieć kochanki.

Spośród tych odmian, drugą spotyka się najczęściej, gdyż jest ona zjawiskiem typowym dla społeczeństw patriarchalnych, a tych jest obecnie najwięcej. Trzecia forma zazwyczaj nie występuje, ale może się zdarzyć, gdy na przykład mąż jest ciężko chory lub okaleczony i nie może zaspokajać seksualnie żony. Dawnym przypadkiem z trzeciej kategorii jest cicisbeo - oficjalny kochanek kobiety, akceptowany społecznie we Włoszech w XVIII wieku.
Do wyłączności i pełnej wierności zobowiązane są żony w kulturze patriarchalnej, zwłaszcza gdy panuje silna religia ukształtowana i zdominowana przez mężczyzn. Było tak w Atenach okresu klasycznego (ale poza Atenami już nie tak ściśle), w Europie od średniowiecza do połowy XX wieku. Było i nadal tak jest w krajach arabskich (zob. obyczajowość związana z małżeństwem).

## Najczęściej spotykane formy oficjalnych kochanków
Do najczęściej spotykanych postaci kochanka oficjalnego należą: 
- sytuacja gdy mężczyzna jest przyjacielem domowników i częstym gościem, i gdy może mieć intymne kontakty z kobietą za zgodą jej męża (jest to tzw cicisbeizm obecny na przykład w zwyczajach włoskich i francuskich z XVIII wieku).
- posiadanie kochanka (kochanki), z którym żona (mąż) spotyka się poza domem i poza wzrokiem małżonka, ale małżonek wie o nim (niej), może go (ją) osobiście znać albo nie.
- sytuacja, w której obcy mężczyzna pragnąc intymności z kobietą, umawia się z jej mężem i z nią, na jakich warunkach może stać się jej kochankiem (zwyczaj ten spotykany jest np. wśród Baila z Afryki czy Kandyjczyków z Cejlonu).

## Klasyfikacja szczegółowa form oficjalnych kochanków
1) wymiana małżonków lub wymiana żon:
- na równych prawach, to jest relację inicjuje mąż lub żona, oboje mają prawo do podobnej liczby spotkań z kochankami; występuje wśród niektórych społeczności eskimoskich i w ramach swingingu w kulturze zachodniej;
- mężowie zachęcają do wymiany ale niezbędna jest zgoda żon;
- mąż wymaga aby żona godziła się na wymianę intymno-seksualną (ta forma zwyczaju jest najczęstsza).

2) wypożyczanie żon (często spotykane wśród plemion Australii i Afryki)
3) gościnność seksualna; np. w Polinezji, wśród ludów centralnej Azji (w Europie jedna z pierwszych relacji na jej temat pochodzi od Marco Polo), na terenach arktycznych, na południu Afryki. Zwyczaj ten obejmuje jednak nie tylko relacje pozamałżeńskie ale także kontakty niemałżeńskie, najczęściej córek gospodarzy z gośćmi, którzy są kawalerami czy też wdowy będącej członkinią domostwa goszczącego z przybywającym, który nie ma żony.
Druga i trzecia odmiana jest trudna do rozróżnienia. Gościnność może dotyczyć mężczyzny nieznanego (np. niespodziewanego przybysza z innej społeczności, z którym istnieją formalne więzi - główny przykład to wypożyczanie żony członkowi tej samej grupy wieku). Gościnność seksualna odbywa się za zgodą żony, ale zdarza się bez jej zgody. Jeśli żona wypożyczana jest za własną zgodą, można mówić w pewnym sensie o jej "samo-wypożyczaniu się". Termin "wypożyczanie żony" jest niezbyt trafny bo sugeruje bierność kobiety. Bierność kobiety jest w tym względzie mało prawdopodobna. Nawet wtedy, gdy nie jest wymagana zgoda kobiety, ma on znaczący wpływ na to co postanowi mąż. Jak twierdzą jedni z największych znawców kultur rdzennej ludności Australii, kobiety z reguły  nie protestują, ponieważ uznają taki rodzaj stosunków za miłą różnorodność.
4) kochanek żony bywa w domostwie kobiety i jej męża lub dłużej w nim pomieszkuje. Między kochankiem, kobietą i jej mężem istnieje rodzaj trójstronnego zobowiązania określającego sposób traktowania kochanki, rodzaj pomocy udzielanej jej przez kochanka w pracach domowych oraz pierwszeństwo w kontaktach z żoną. W niektórych społeczeństwach mężatki mają kochanków, którzy dają prezenty ich mężom lub pracują na rzecz tych mężów za względy ich żon. W przeciwieństwie do XVIII-wiecznego cicisbeizmu, są to relacje jak najbardziej oficjalne.
5) kochankami są osoby dobierające się w trakcie zabawy, ceremonii lub orgii, najczęściej z elementami losowania bądź zdania się na wybór osoby trzeciej; zwykle są to kochankowie pół-oficjalni.
6) kochankiem zostaje mężczyzna mający zapłodnić kobietę; występuje np. wśród tych Afrykańczyków, którzy praktykują małżeństwa między kobietami.
Odmiana 4, 5 i 6 wiążą się bezpośrednio z wymianą między parami.
7) kobieta mieszka na stałe z krewnymi i co jakiś czas gości partnera bądź partnerów u siebie. Jej partnerzy mogą również mieć partnerki poza nią i je także odwiedzają w ich domostwie. Jest tak u Mosuo.
8) relacja kochankowska ma miejsce w ramach rytuałów i wierzeń religijnych; jest tak na przykład u Szejenów czy tantryków.
Z jeszcze inną odmianą oficjalnego kochankowstwa mamy do czynienia w przypadku kobiety, o której wszyscy w danej społeczności wiedzą, że chętnie przestaje z mężczyznami. Odmiana ta zbliża się do prostytucji lub wprost nią jest. Młode kobiety praktykujące takie kochankowstwo mogą pozostawać w domu rodzinnym lub wyprowadzić się z niego, zamieszkują zwykle opuszczony dom, którego właścicielem jest ktoś z rodziny lub przenoszą się do domu liberalnej młodej pary małżeńskiej. Często jednak nie zamieszkują w stałym miejscu lecz zmieniają miejsce pobytu każdego dnia lub w krótkich odstępach czasu. Takie kobiety są uważane za przynależne całej społeczności.